# Nilakantha Somayaji
Kelallur Nilakantha Somayaji (1444 – 1544) (também referido como Kelallur Comatiri) foi um grande matemático e astrônomo da Escola de Querala de Astronomia e Matemática.